# Late Night with David Letterman
Pour les articles homonymes, voir Late Night.
Ne doit pas être confondu avec Late Show with David Letterman.

Late Night with David Letterman est une ancienne émission de télévision américaine de divertissement d'une durée d'une heure diffusée en soirée sur National Broadcasting Company (NBC).

Logo typographique de l'émission utilisé de 1982 à 1993

Elle a été créée le 1er février 1982 par l'animateur David Letterman et s'est terminée après plus de 1800 épisodes le 25 juin 1993. Après cette date, Letterman est parti sur la chaîne CBS, où il a créé le Late Show with David Letterman (première diffusion le 30 août 1993).
Sur NBC, l'émission fut la première d'une série d'émissions dites Late Night : elle fut remplacée à partir de septembre 1993 par le Late Night with Conan O'Brien puis, après 2009 par le Late Night with Jimmy Fallon.